# 30 febbraio
Il 30 febbraio è un giorno inesistente nel calendario gregoriano poiché il mese di febbraio ha 28 o 29 giorni. 
Tuttavia a volte, nella storia di alcuni paesi, esso ebbe un trentesimo giorno.

## Caso svedese

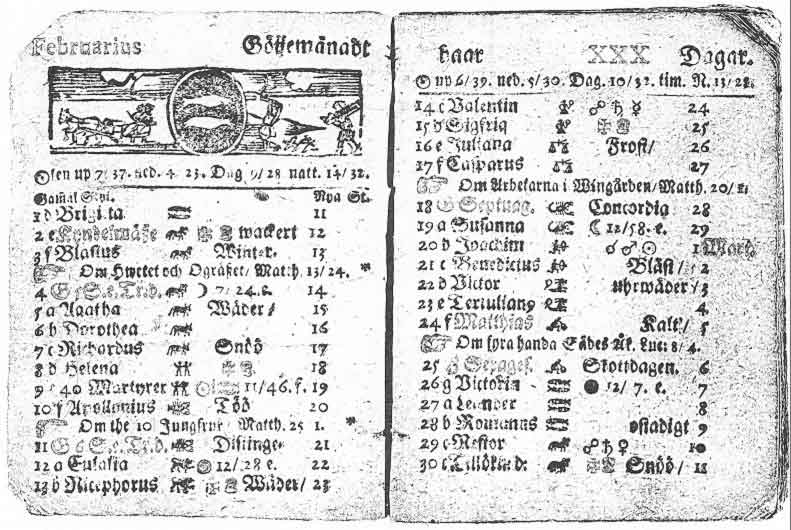
Il febbraio 1712 in un almanacco svedese

L'Impero svedese (che all'epoca comprendeva anche la Finlandia) decise nel 1699 di passare dal calendario giuliano al calendario gregoriano; tra i due calendari vi era all'epoca una differenza di 10 giorni (il calendario gregoriano era avanti rispetto a quello giuliano).
Per recuperare questi 10 giorni, si decise di eliminare tutti gli anni bisestili dal 1700 al 1740.
In questo modo si sarebbe recuperato un giorno ogni 4 anni; dal 1º marzo 1740 il calendario svedese sarebbe coinciso con quello gregoriano (secondo altre fonti, si sarebbe invece eliminato un giorno da tutti gli anni dal 1700 al 1710).
Quindi venne eliminato il 29 febbraio 1700; ma negli anni successivi si dimenticò di applicare il piano, anche perché il re Carlo XII, che l'aveva voluto, era impegnato nella guerra con l'Impero russo. Così sia il 1704 sia il 1708 furono bisestili.
Riconosciuto l'errore, si prese quindi la decisione di tralasciare questo piano che causava soltanto molta confusione e di tornare al calendario giuliano. Per recuperare il giorno saltato nel 1700 si stabilì quindi che nel 1712 venisse aggiunto a febbraio un secondo giorno, oltre a quello dovuto perché quell'anno era bisestile. Così, nel calendario svedese del 1712, febbraio ebbe 30 giorni; questo 30 febbraio 1712 "svedese" corrisponde all'11 marzo 1712 del calendario gregoriano (e al 29 febbraio del calendario giuliano).
La Svezia passò infine definitivamente al calendario gregoriano nel 1753, saltando i giorni dal 18 al 28 febbraio.

## Caso sovietico
Appena dopo 11 anni dall'adozione del calendario gregoriano, ottenuta rimuovendo i giorni dal 2 al 13 febbraio 1918 compresi, il 1º ottobre 1929 l'Unione Sovietica iniziò ad utilizzare il Calendario rivoluzionario sovietico, ideato alcuni anni prima (e molto simile al Calendario rivoluzionario francese, nonché a quello copto), nel quale ogni mese aveva 30 giorni ed i rimanenti 5 giorni (6 negli anni bisestili) erano festività senza mese. Quindi nel 1930 e nel 1931 ci fu un 30 febbraio, ma nel 1932 i mesi ripresero la loro originale lunghezza.

## Speculazioni sul calendario giuliano
Nel 1235 lo studioso Sacrobosco pubblicò nel libro De Anni Ratione, la tesi secondo cui l'imperatore Augusto aveva sottratto un giorno a febbraio per spostarlo ad agosto (mese che portava il suo nome), per eguagliare i 31 giorni del mese di luglio (così chiamato in onore del suo predecessore Giulio Cesare).
Sebbene il fatto che agosto sia stato denominato in onore dell'imperatore sia confermato storicamente, non lo è invece la speculazione sulla sottrazione dell'ultimo giorno di febbraio.
Nella sua speculazione Sacrobosco sostiene che a quell'epoca il mese di febbraio aveva 29 giorni, e pertanto gli anni bisestili tra il 45 a.C. (anno di entrata in vigore del calendario giuliano) e l'8 d.C (anno di cambio del nome del mese sextilis in "agosto") contavano un 30 febbraio nel loro calendario. Tuttavia non vi sono evidenze storiche al riguardo.